# Rheinstraße (Düsseldorf)
Die Rheinstraße ist eine kleine alte Straße in der Düsseldorfer Altstadt, die bereits im Zuge der ersten Stadterweiterung nach 1384 angelegt wurde. Sie führte ursprüngliche vom Rheintor zur Flinger Straße. Die alte Bebauung wurde nach der Zerstörung im letzten Weltkrieg nur auf der Südseite der Straße wieder aufgebaut. Die Nordseite dagegen wurde völlig verändert, da die Gebäudeflucht nach Norden verschoben wurde. Der Bürgersteig auf der Nordseite wurde dadurch deutlich verbreitert und hat im östlichen Teil zwei Höhenebenen. Heute ist dieser östliche Bereich vor der Kreuzung Markt- und Berger Straße ein stark besuchter und beliebter Außenbereich der Gaststätte Uerige mit Stehtischen auf beiden Straßenseiten in der wärmeren Jahreszeit.

## Lage
Die Rheinstraße liegt zwischen Abzweig Akademiestraße, die bis Mitte des 18. Jahrhunderts Commissariatsstraße genannt wurde, und dem Kreuzungsbereich von Markt-, Berger- und Flinger Straße. Für die Zuschüttung des Alten Hafens wurde dieser mit einem Damm vom Rhein abgetrennt. Auf dem Damm wurde 1831 die nicht mehr vorhandene Dammstraße angelegt. Diese zweigte am Beginn der Rheinstraße im Bereich des ehemaligen Rheintores ab und endete an der Schulstraße in der Nähe des Rheinufers.
Ab der Akademiestraße führt die Verlängerung im Bogen unter zwei neuen Gebäudekomplexen hindurch in nordwestlicher Richtung zur Rheinuferpromenade. Der gesamte Bereich ab Akademiestraße in nordwestlicher Richtung hat die Straßenbezeichnung Rheinort, nach dem gleichnamigen Vorwerk vor der ehemaligen Stadtmauer. Der Fußgängerbereich in Richtung Alter Hafen und die Straßenverlängerung zur Rheinuferpromenade wird durch das neue Bauwerk Rheinort Nr. 1 und 2 getrennt. Über die südliche gelangt man über Treppen zum nördlichen Bereich des tiefer liegenden Berger Hafens. Zu Beginn der Treppen vor dem Abstieg zum Hafen sind auf den Fundamentresten des ehemaligen Rheintores etwa 1 m hohe Mauerteile aus Ziegelsteinen vorhanden. Diese wurden mit der Neuanlage des Berger Hafens errichtet und zeigen die Lage des ehemaligen Tores an.

## Geschichte
Mit der ersten Stadterweiterung wurde auch die kurze Rheinstraße mit dem Rheintor als Zugang vom Rheinufer angelegt. Der erste urkundliche Nachweis der Rheinstraße stammt von 1413. Das Tor, ab etwa 1480 nachweisbar, lag hinter der späteren Abzweigung der Akademiestraße in Richtung Rhein und nicht direkt am Rheinufer. Das erste Tor war mit einem Turm überbaut. Dieses Tor wurde 1775 abgerissen und durch ein Gebäude mit Tordurchfahrt entsprechend der Skizze ersetzt. Bis in die erste Hälfte des 17. Jahrhunderts lag zwischen Rheintor und Berger Pforte noch die Stadtmauer. Stadtseitig war vor der Mauer zwar ein schmaler Weg vorhanden, der „achter der Mauer“, oder „achter der Mauer am Thor“ genannt wurde, die bebaute Akademiestraße wurde aber erst nach Verlegung dieses Mauerabschnittes angelegt. Nach dem Rheintor mit Stadtmauer und vor dem Rhein lagen, teilweise auch erst zu Beginn des 19. Jahrhunderts und nach der Zuschüttung des Alten Hafens zu Beginn des 19. Jahrhunderts gebaut, einige Häuser. Dieser Bereich vor der Mauer und dem Rheintor wurde Rheinort genannt. Die Genehmigung, den Alten Hafen aufzufüllen und das Rheintor abzureißen, erhielt die Stadt 1831 durch eine preußische Kabinetts-Order.
1632 wurden auf der damals als „Rein Straess“ bezeichneten Straße für 21 Häuser Steuern bezahlt. Zu diesem Zeitpunkt wurden auch bereits für 16 Häuser „Achter der Mauren und Rein Straess“ Steuern eingezogen. Besonders nach der Anlegung des Berger Hafens 1620 war das Rheintor mit der Rheinstraße ein wichtiger Zugang der Altstadt vom Rheinufer aus. Schiffer, Lotsen und Fischer gelangten von hier aus „auf kurzem Wege“ in die Stadt. Bedingt durch diese Lage entstanden in vielen Häusern der Rheinstraße Wein- und Bierlokale oder waren Niederlassungen von Fischhändlern.

## Bebauung

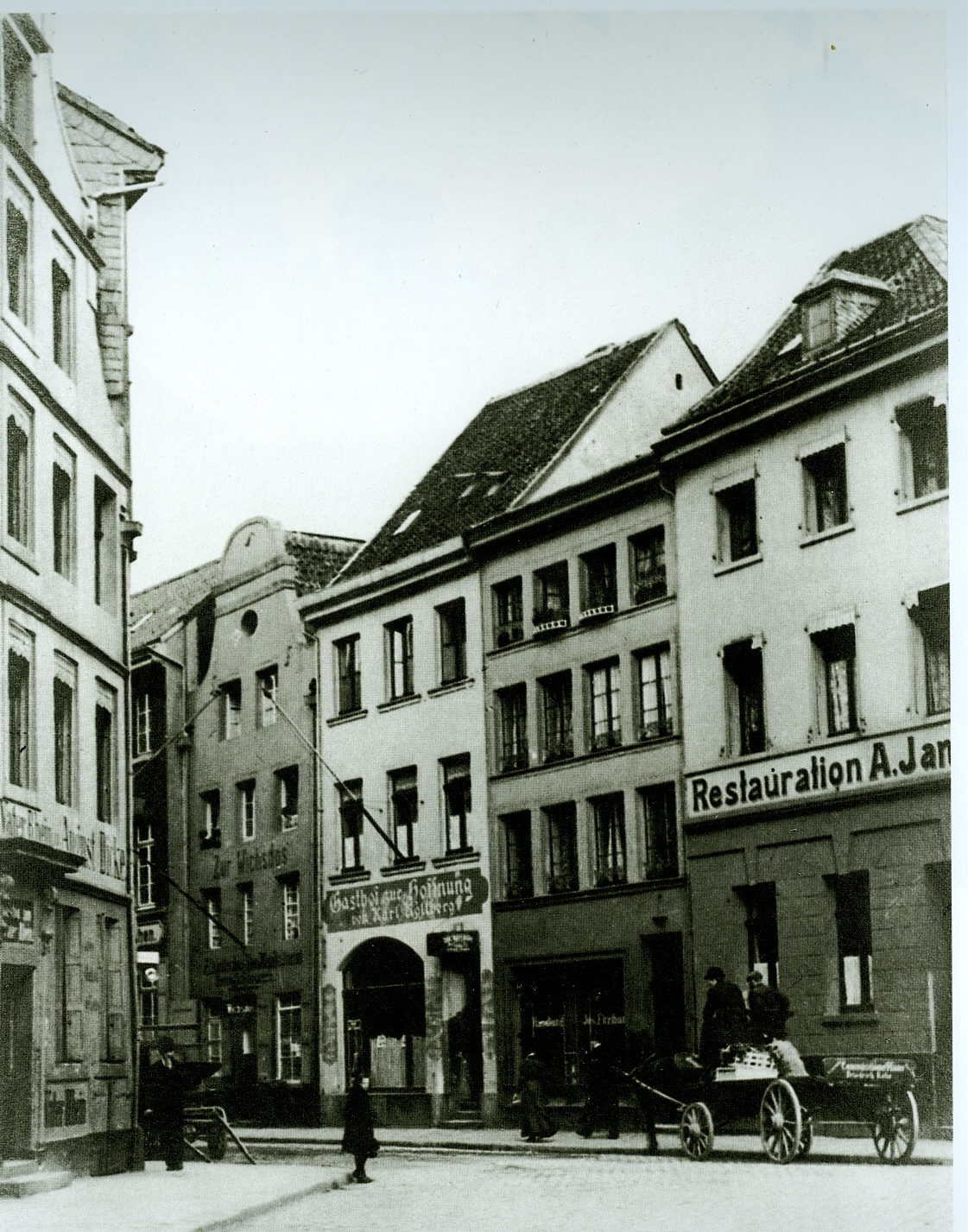
Rheinstraße Haus Nr. 1 „Im goldenen Engel“, Haus Nr. 3 „In der Hoffnung“, Haus Nr. 5 „Zu den drei Häringen“ und Nr. 7.

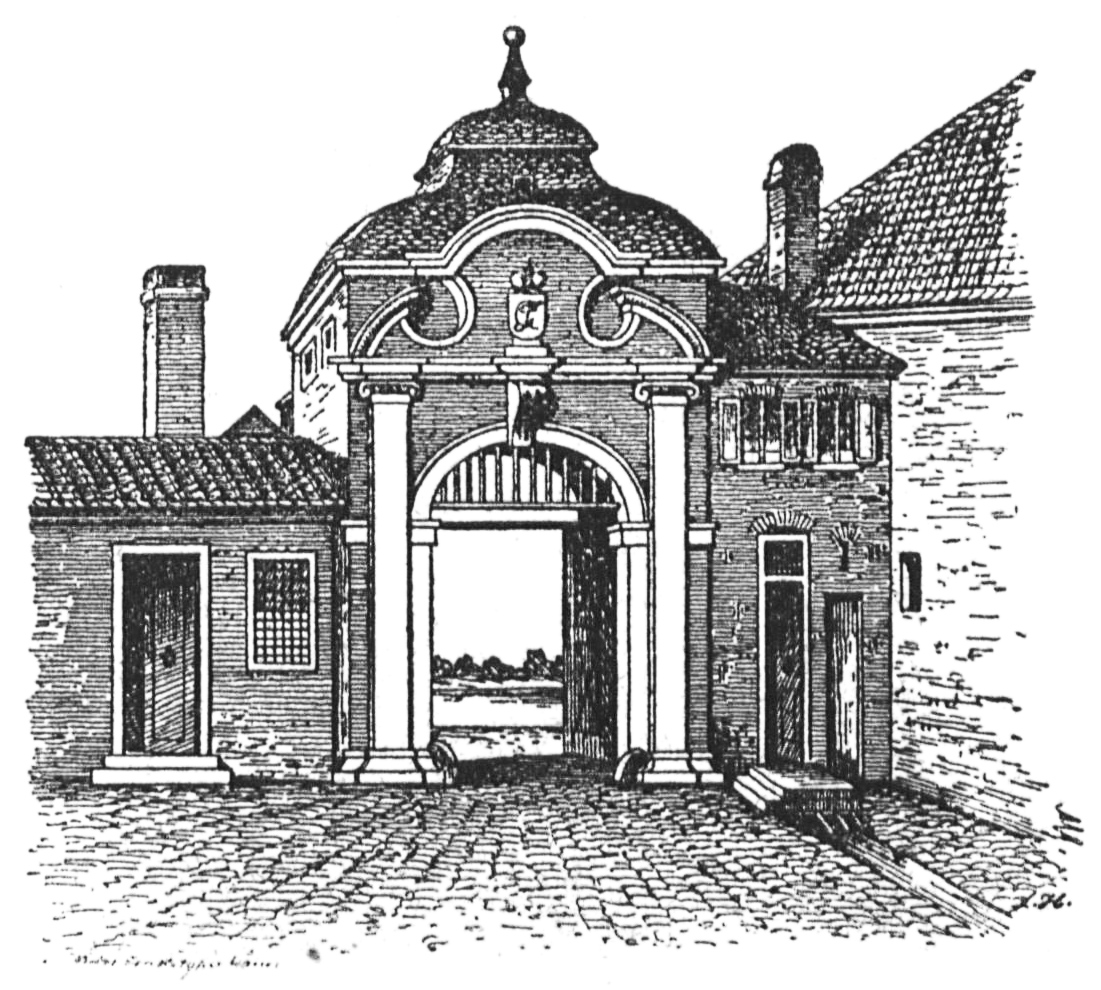
Rheintor

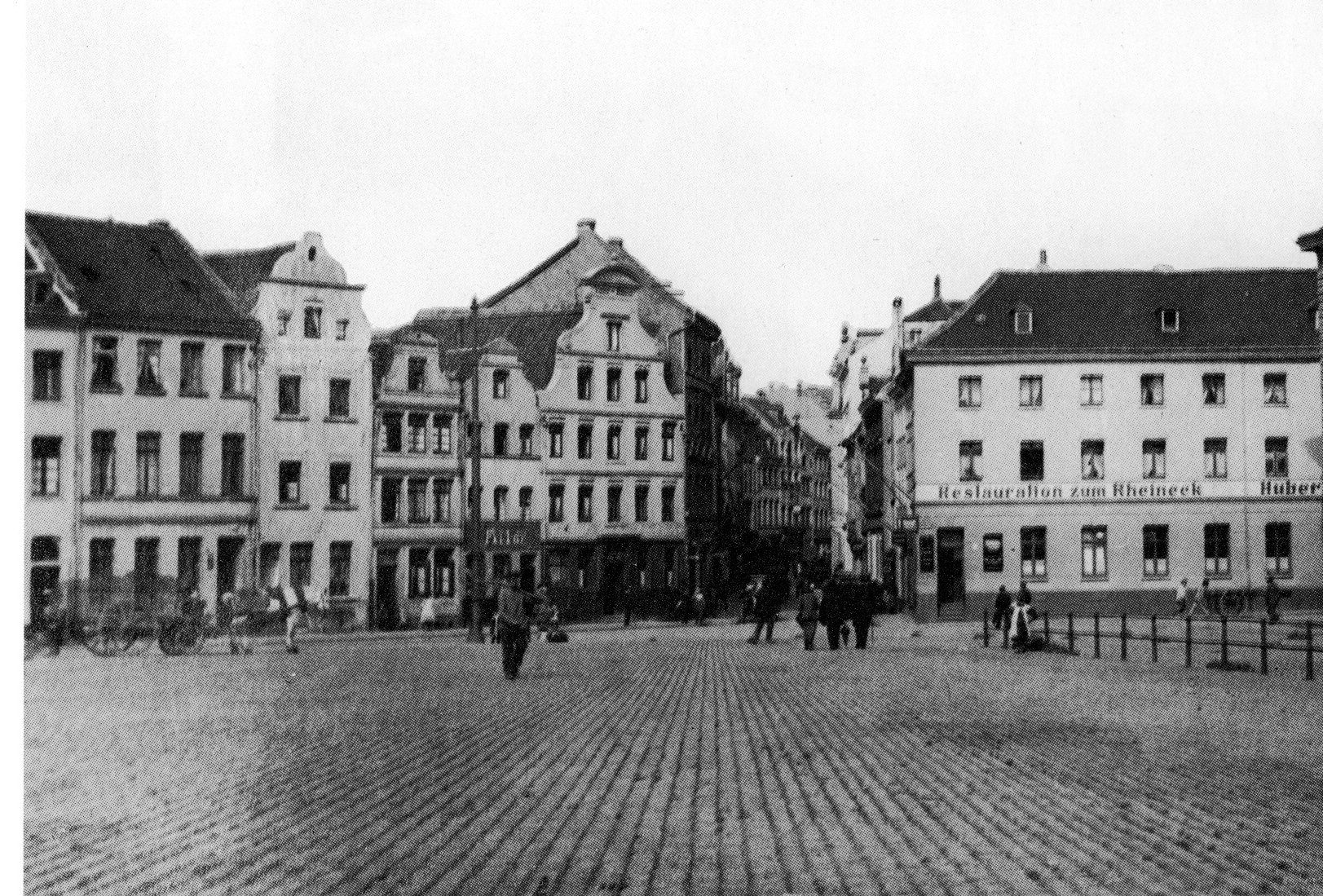
Rheinstr. 2 (links) Blick in die Rheinstraße

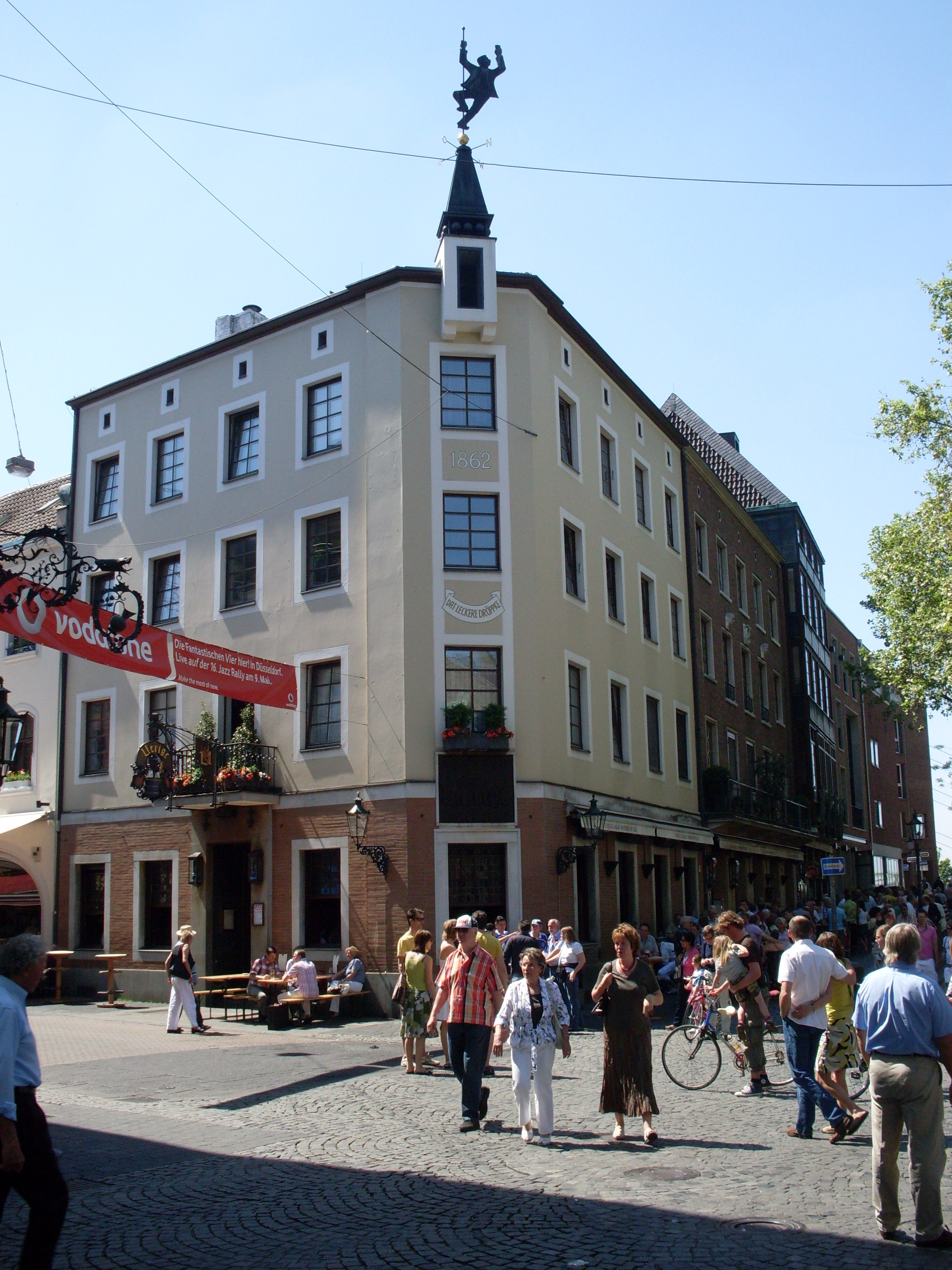
Uerige mit Blick in die Rheinstraße

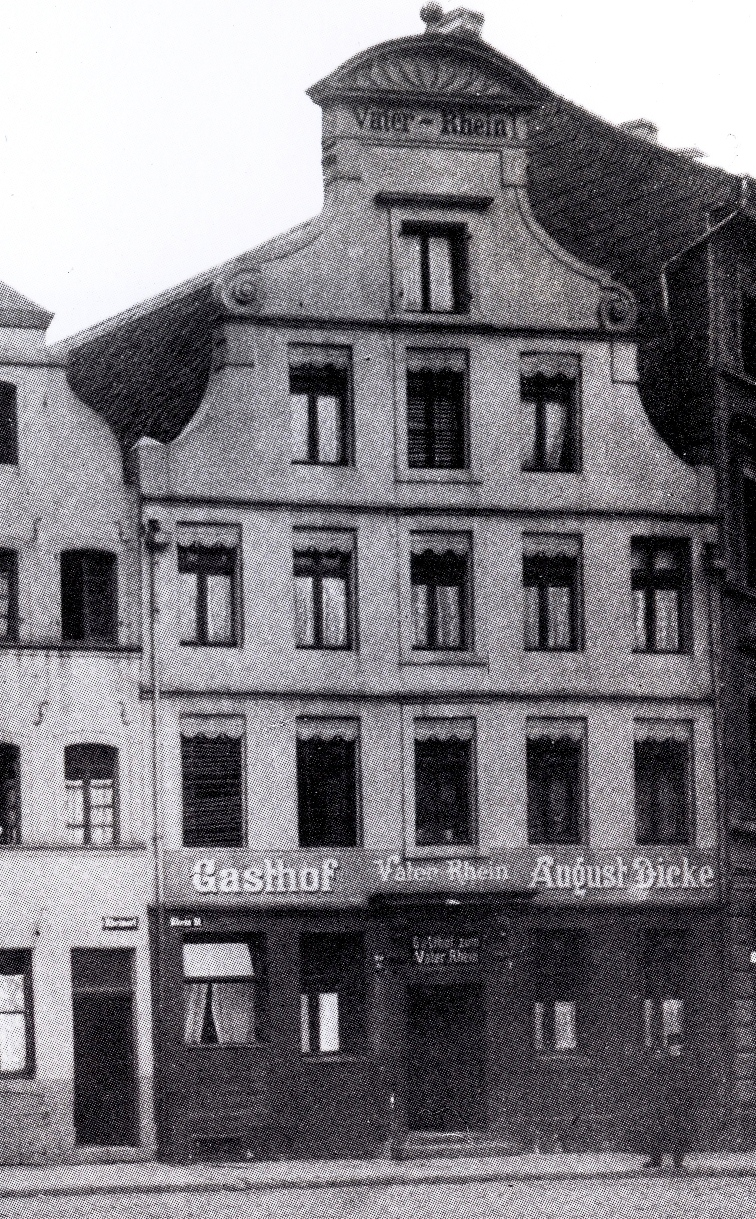
Haus Rheinstraße 2

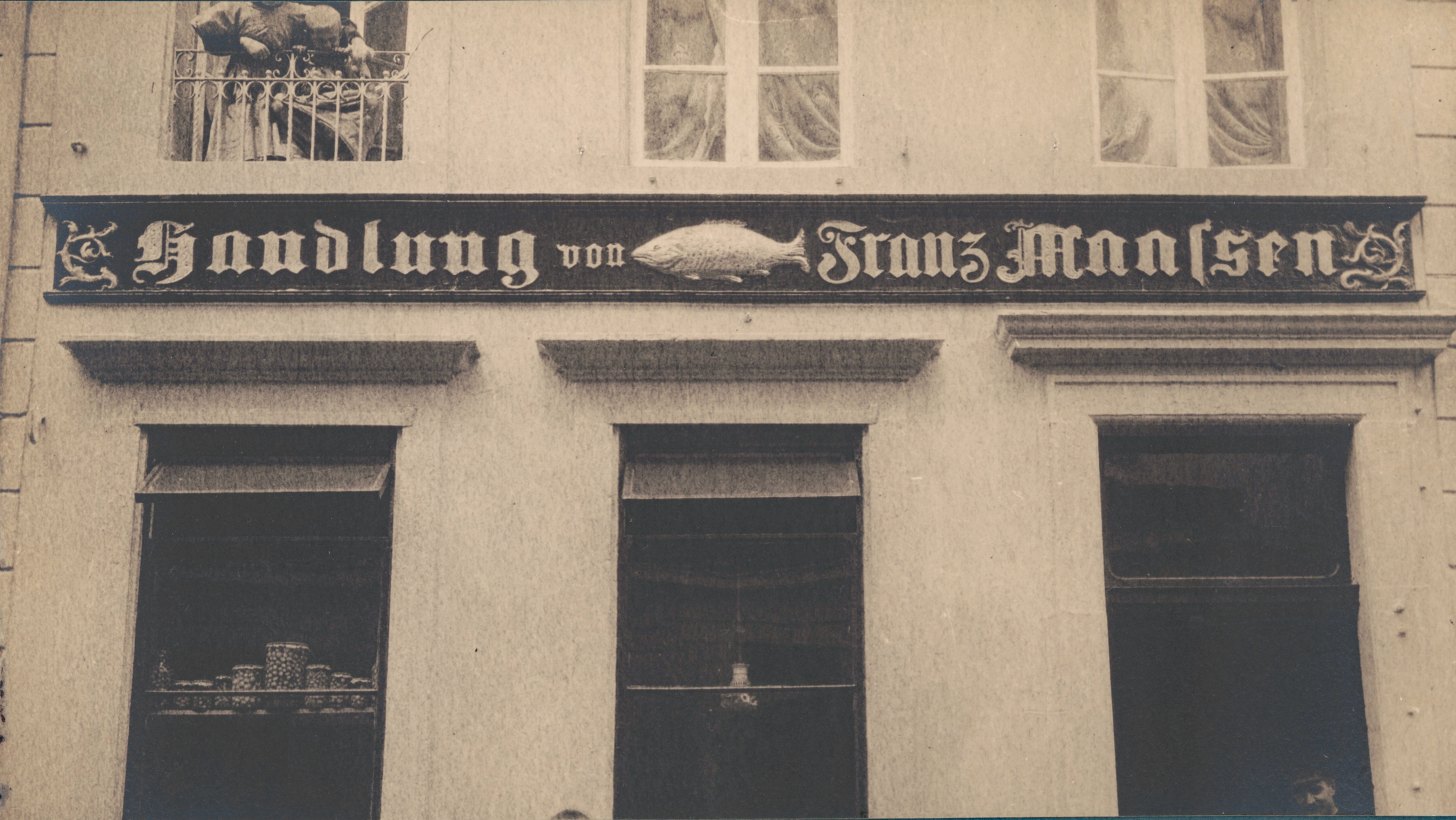
Rheinstr. 18 (Foto Erwin Quedenfeldt 1911)

Neben den Namen der Hausbesitzer von 1632 sind auch viele spätere Eigentümer und Namen der ursprünglichen Häuser in dieser Straße überliefert. Nachfolgend Angaben zur historischen und heutigen Bebauung der Rheinstraße:
Auf der rechten Straßenseite, vom Rhein aus gesehen, lag Eckhaus Nr. 1, genannt „Im goldenen Engel“. Hier betrieb der Händler Kirchbaum 1770 ein Textilgeschäft gefolgt neben anderen im 19. Jahrhundert vom Fischhändler Max Schönstein und dem Wirt Jacob Fenster, dessen Lokal ein beliebter Treffpunkt für Schiffer und Fischer war.
Von Haus Nr. 3 sind weitere Eigentümer ab 1662 namentlich bekannt. Mindestens ab Anfang des 18. Jahrhunderts wurde das Haus „In der Hoffnung“ genannt und hier ein uriges Lokal unterhalten. Später wurde das Lokal in „Tante Olga“ umbenannt. Unter diesem Namen bestand es auch nach 1945 noch viele Jahre bevor es von der Brauerei Uerige aufgekauft und umgebaut wurde.
„Zu den drei Häringen“ war Haus Nr. 5. Auch von diesem Haus sind ab Mitte des 17. Jahrhunderts weitere Besitzer bekannt. Das Haus hatte massive Kellergewölbe, die vermutlich für die Lagerung von Fisch in der warmen Jahreszeit benutzt wurden. Diese Lagerung von Fisch dürfte für die Namensgebung Pate gewesen sein. Nach 1870 betrieb der Wirt Ernst Jüngermann hier ein Lokal mit Namen Wichsdos. Wichsdos deshalb, weil das Haus und damit auch das Lokal wie eine derartige Dose schmal und eng war. Um 1900 kaufte „Carl Maassen“, der Fischhändler von der Berger Straße das Haus. Unter dem Namen Wichsdos wurde aber auch nach 1945 in diesem Haus noch ein Lokal betrieben. Hier sorgte zu dieser Zeit die Humoristin Claire Schlichting für „die“ Stimmung. Auch dieses Haus wurde wie alle auf dieser Straßenseite später aufgekauft und umgebaut.
Von den folgenden Häusern Nr. 7 bis dem letzten Nr. 11 sind keine speziellen Hausnamen aber diverse Namen von Besitzern ab Mitte des 17. Jahrhunderts überliefert. Nach dem letzten Krieg hatte in Haus Nr. 7 das Musiklokal „Dr. Jazz“ für viele Jahre sein Domizil und war ein beliebter Treffpunkt für die Anhänger dieser Musik.
Das letzte Haus auf dieser Straßenseite war das Eckhaus und gehört als Haus Nr. 1 zur Bergerstraße und war das ursprüngliche „Zum Heidelberger Faß“. Heutzutage ist dies die bekannte Gaststätte Uerige. Nach dem Krieg beim Wiederaufbau wurden die ehemaligen Häuser Rheinstraße Nr. 9 und 11 mit dem Haus Berger Straße 1 zusammen als Gaststätte und einer zuerst kleinen Gasthofbrauerei neu aufgebaut.
Nach 1945 wurden auf der Südseite auch die historischen Häuser Nr. 1 bis 7 wieder errichtet. Die damals dort wieder entstandenen Lokale sind vorstehend bereits angeführt. Später wurden die Häuser wie bereits vorher Nr. 9 und 11 von Gaststätte und Brauerei Uerige übernommen und für die Vergrößerung der Brauerei umgebaut. Das Eckgebäude, ehemals Haus Nr. 1, gehört heute zu einem größeren Komplex, der nun das Haus Nr. 2 der Akademiestraße ist.
Wie bereits angeführt wurden nach dem letzten Krieg die zerstörten Häuser auf der Nordseite der Straße nicht mehr aufgebaut. Von der alten ursprünglichen Bebauung ist folgendes überliefert:
Im Haus Nr. 2 wurde die Gastwirtschaft zum Vater Rhein von August Dicke geführt. Das Haus wurde von Paul Sültenfuß in seiner Dissertation besonders gewürdigt. Von dem Haus Nr. 4 ist neben einigen Eigentümernamen nichts Besonderes bekannt.
Haus Nr. 6 wurde ab Anfang des 18. Jahrhunderts „Zu den drei Mohren“ oder „Zu den drei Marionen“ genannt. Diverse Weinhändler wie Weingartz und Joseph Schulten und der Wirt Johann Schmitz waren im 18. bis Anfang des 19. Jahrhunderts Besitzer und Betreiber von Lokalen.
„Zum Schwanen“ oder „Zum weißen Schwanen“ wurde Haus Nr. 8 genannt. Im 17. bis Mitte des 18. Jahrhunderts waren neben anderen, die Fischhändler Wilhelm Spinrath und Joseph Willems Eigentümer. Danach war es für viele Jahre ein Logirhaus in dem beispielsweise 1778 der Zahnarzt Unger aus Holland seine Dienste anbot.
In Haus Nr. 10, zuerst „Die Traube“ und ab 1704 in „Zur Stadt Brüssel“ umbenannt, wurde zeitweise eine Gastwirtschaft betrieben. Der Düsseldorfer Regiolektdichter Hans Müller-Schlösser wurde 1884 in diesem Haus geboren.
Die Häuser Nr. 12, 14 und 16, in gleicher Reihenfolge „Zum gekrönten Nussbaum“, „Zum heiligen Joseph“ und „Zum goldenen Salm“ genannt, wurden bereits in der zweiten Hälfte des 19. Jahrhunderts abgerissen und auf diesen Grundstücken „Leussings Fischhalle“ errichtet.
Im Haus Nr. 18, „Zum goldenen Ring“, hatte Carl Maassen ab 1870 seine Fischhandlung bevor er um 1900 in die Berger Straße 3 zog. Das Geschäft führte dort Franz Maassen weiter.
Von den Häusern Nr. 20, „Zum kleinen Stockfisch“, und dem Eckhaus, „Zum großen Stockfisch“, sind neben den Hausnamen auch die Namen diverser Besitzer aus der Vergangenheit überliefert.
Die heutige Bebauung auf der Nordseite besteht nur aus zwei größeren Gebäudekomplexen. Das erste Gebäude ist das Haus Rheinort Nr. 1, obwohl dieses auf dem alten Gelände der Rheinstraße liegt. Dieses Haus Nr. 1 mit einem Durchbruch für die Fortsetzung der Rheinstraße und einem beidseitigen Fußgängerbereich bildet mit dem Gebäude Rheinort Nr. 2 eine Einheit. Letztere ist oberhalb des Berger Hafens angeordnet. Es folgt auf der Rheinstraße ein unbebauter Fußgängerbereich, der zur Zollstraße und einer kleinen Grünanlage mit dem 2008 errichteten Hoppeditz Denkmal zwischen den Häusern von Rheinort und Zollstraße führt. Nach diesem Durchgang kommt der große Gebäudekomplex Marktplatz Nr. 5 und 6, der zwischen Marktplatz und Rheinstraße liegt. Die westliche  Gebäudeflucht ab Marktplatz wurde beim Bau dieses Gebäudekomplexes nach 1945 soweit zurückgenommen, dass die Berger Straße nicht mehr wie ursprünglich vor dem Eckgebäude Zum großen Stockfisch an der Rheinstraße begann, sondern heute die Marktstraße direkt als Berger Straße weitergeht.